# Joseph-Charles-Anthelme Cassaignolles
Joseph-Charles-Anthelme Cassaignolles est un général du Second Empire, né à Vic-Fezensac le 15 mai 1806 et mort à Paris le 10 mars 1866.

## Biographie
Son père, Raymond Cassaignolles, avait été un engagé volontaire de 1792 et l'aide-de-camp du général Moncey jusqu'à son retrait après le coup d'État du 18 fructidor an V. Il était mort en 1835. Sa famille faisait partie des notables de la ville.
Joseph Cassaignolles, après avoir fait des études suivit d'abord les cours du collège royal de Toulouse qu'il a quitté à dix-sept ans pour s'engager volontaire à l'école de cavalerie de Saumur en octobre 1825.

### Officier en Algérie
Après des débuts dans le 10e régiment de chasseurs, il se retrouve à la fin de 1831 sous-lieutenant porte-étendard au 2e régiment de chasseurs d'Afrique, en Algérie.
Il va faire les différentes campagnes d'Algérie entre 1832 et 1848. Son nom est cité pour la première fois dans l'affaire de la Sikkah, le 6 juillet 1836, contre l'émir Abd el-Kader.
Les spahis sont créés à la fin de 1836 pour combattre la rébellion. Il y entra comme Lieutenant adjudant-major, jusqu'à devenir capitaine en 1840. Il participa à l'affaire de Tem Salnet où une troupe de 850 soldats sous la conduite du lieutenant-colonel Youssouf résiste à des assauts de 8000 combattants arabes avant d'être dégagés par des troupes venant d'Oran.
Les combats continuèrent jusqu'à la prise de la smala d'Abd-el-Kader, le 16 mai 1843. Il participa avec les spahis à la prise de la maison de l'émir. En novembre il fut le 11 novembre 1843 à une attaque sur l'oued Malah contre les restes de l'armée d'Abd-el-Kader qui cherchaient à rejoindre l'émir sous la direction de son khalifa Ben Allal Oulid Sidi M'Barek, le plus puissant des khalifas (chefs de guerre) de l'émir. La troupe arabe enfoncée, le khalifa chercha à prendre la fuite avec une escorte de cavaliers, mais il est poursuivi par des spahis commandés par le capitaine Cassaignolles. Au cours des combats le khalifa est tué. Le khalifa était le descendant d'un marabout et sa famille était très influente dans la région de Milianah, de la Mitidja, du Sebaou et de Médéah.
Il a été ensuite à la bataille d'Isly, près de la frontière du Maroc, avec Abd-el-Kader et la victoire que remporta le prince de Joinville. En juin 1845, il combattit dans l'Aurès. Il était devenu chef d'escadron 1844.
Il est nommé lieutenant-colonel du 1er régiment des chasseurs d'Afrique le 8 octobre 1846. Il prit part à l'expédition du général Marey-Monge dans Tell en 1848.
Après la révolution de 1848, il a été nommé colonel au 3e régiment de chasseurs à cheval avec des garnisons à Tarbes et à Niort. Il retourna en Algérie où il est nommé colonel commandant le 1er régiment de chasseurs d'Afrique le 10 mai 1851.
Puis, nommé général de brigade le 28 décembre 1852 il prit la direction de la subdivision de Milianah dont il va activement participer au développement.

### Général de brigade en France
Des problèmes de santé et le souhait de se rapprocher de sa mère l'ont conduit à demander sa mise en disponibilité. Il l'obtint le 5 octobre 1853 et partit à Vic-Fezensac où il est resté jusqu'à la fin de l'année. Le 1er janvier 1854 il a obtenu le commandement de la subdivision de l'Oise.

### Guerre de Crimée
Mais le 25 février 1854 il a été désigné pour participer à la guerre de Crimée.
En 1855, il a commandé la 1re brigade de cavalerie, composée des 1er et 3e régiments de chasseurs d'Afrique, pendant la guerre de Crimée qui a pris part à toutes les opérations du corps d'armée d'observation sous Sébastopol mais il n'a pas dû participer personnellement aux combats.
Il a reçu le commandement de la 3e brigade de cavalerie de la garde impériale, chasseurs et guides, le 19 avril 1856, avant de rentrer en France.

### Guerre de Piémont et de Lombardie
Il participa ensuite, à partir de mai 1859, à la campagne dans le Piémont et de Lombardie, à la bataille de Magenta, où il participa à une action courageuse le 4 juin 1859 grâce à laquelle il évita un commencement de déroute. Il participa ensuite à la bataille de Solférino où il a commandé une charge de cavalerie contre la cavalerie autrichienne qui menaçait de contourner la cavalerie de la garde. Il a été nommé général de division le 27 juin 1859.

### Général de division en France
Entre 1859 et 1863 il commanda la division de Toulouse. En 1863 il a dû résider à Paris comme membre du comité consultatif de la cavalerie. Il en a été nommé peu après président et membre de la commission mixte des travaux publics. Il participa aux inspections générales de cavalerie de 1864 et 1865. Son état de santé lui a fait demander à être relevé de ses fonctions de la présidence ce qu'il obtint au début de janvier 1866.

## Distinctions
Il a été reçu Grand officier de la Légion d'honneur en septembre 1864. Il était décoré de l'ordre des Saints-Maurice-et-Lazare, de la 3e classe de l'ordre du Médjidié de Turquie. Il était chevalier de l'ordre britannique du Bain.